# 阿尔特 (施维茨州)
阿尔特（德語：Arth）是瑞士联邦施维茨州施维茨区的市镇。该市镇位于楚格湖南岸，面积为48.58平方千米，海拔高度422米，2018年12月31日人口数为11,983。